# Мария Андросова-Ионова
Мария Николаевна Андросова-Ионова (на руски: Мария Николаевна Андросова-Ионова) е руска съветска фолклористка, авторка и изпълнителка на олонхо – якутски епически сказания.

## Биография
Родена е на 14 октомври 1864 г. във Втори игидейски наслег (териториална единица), Ботуруски улус, Якутска област. Остава сирачка, възпитавана е от дядо си. През 1893 г. се омъжва за заточеника В. М. Ионов, който я приобщава към събирането на якутския фолклор.
Тя е авторка на олонхото „Күл-күл Бөҕө оҕонньор Силирикээн эмээхсин икки“ („Старецът Кюл-кюл Бьогьо до старицата Силирикен“) от 1893-1894 г. Това сказания е публикувано в книгата на Едуард Пекарски. Като знаеща езика оказва голямо съдействие на Пекарски в написването на академичния му труд „Речник на якутския език“.
Живее в Якутск (1899-1910), Санкт Петербург (1910-1917), Киев (1917-1922). В периода 1922-1930 г. работи в Ленинград в Музея по антропология и етнография (известен като Кунсткамера) на Академията на науките на СССР. Взема участие в експедицията на АН на СССР в Нюрбинския и Вилюйския райони на Якутската АССР.
От брака си с В. М. Ионов има 4 деца, двамата синове умират в ранна възраст. Голямата дъщеря Людмила е репресирана през 1937 г. по лъжливо обвинение за участие в подготовката на въстание против съветската власт, реабилитирана е през 1957 г. Малката дъщеря Олга става историчка.
М. Н. Андросова-Ионова в последните си години живее в Москва. В началото на Втората световна война за СССР е евакуирана и умира в Ташкент през 1941 г.
Голяма част от материалите на Йонова са включени в сборник, подготвен за издаване от А. А. Попов през 1940 г. В него са включени заклинания, свързани с почитането на божества, а също и фолклорни материали, свързани с разни страни на живота на човека. А. А. Попов е направил буквален превод на руски език. Сборникът остава непубликуван и се съхранява в архива на АИВ (ф. 22, оп. 1).

## Публикации
- Образцы народной литературы якутов, собранные Э. К. Пекарским. — СПб, 1909
- Оҕуруот аһын үүннэриитэ. — М., 1925
- Советский фольклор. Сборник статей и материалов. М. — Л., 1936
- Дабаан. Альманах землячества в Москве. М. — Якутск, 1938
- Саха норуотун айымньыта. Составители Г. М. Васильев и Х. И. Константинов. — Якутск, 1942[4]